# Rudolf Biermann
Rudolf Biermann (* 20. dubna 1958 Trenčín) je slovenský filmový producent působící jak na rodném Slovensku, tak i v České republice.
Je majitelem filmových společností Charlie's a In Film Praha. V letech 1995–1999 působil jako generální manažer Mezinárodního filmového festivalu v Karlových Varech.

## Producent
Biermann sice vystudoval práva, ale od devadesátých let se začal věnovat produkci českých, slovenských a koprodukčních filmů. Je téměř výhradním producentem filmů Martina Šulíka nebo Alice Nellis. V roce 2020 režíroval společně s Marianou Čengel Solčanskou thriller Sviňa, samostatnou režii si pak vyzkoušel s filmy Válka policajtů a filmem Pod parou, která je adaptací úspěšného dánského filmu Chlast.

## Filmografie

### Producent
- 1991: Neha – režie Martin Šulík
- 1992: Všetko, čo mám rád – režie Martin Šulík
- 1993: Fontána pro Zuzanu 2 – režie Dušan Rapoš
- 1995: Zahrada – režie Martin Šulík
- 1995: UŽ – režie Zdeněk Tyc
- 1996: ...ani smrt nebere – režie Miroslav Balajka
- 1997: Orbis Pictus – režie Martin Šulík
- 1997: Pták Ohnivák – režie Václav Vorlíček
- 1997: Modré z nebe – režie Eva Borušovičová
- 1999: Šest statečných – režie Andrea Horečná, Vladimír Král, Jaroslav Vojtek, Tereza Kučerová, Martin Repka, Aurel Klimt, Vojtěch Mašek
- 2002: Quartétto – režie Laura Siváková
- 2020: Sviňa – režie Mariana Čengel Solčanská a Rudolf Biermann
- 2004: Král zlodějů – režie Ivan Fíla
- 2006: Obsluhoval jsem anglického krále – režie Jiří Menzel
- 2006: Účastníci zájezdu – režie Jiří Vejdělek
- 2007: ROMing – režie Jiří Vejdělek
- 2007: Na vlastní nebezpečí – režie Filip Renč
- 2008: Taková normální rodinka – režie Patrik Hartl
- 2008: Nestyda – režie Jan Hřebejk
- 2009: Případ nevěrné Kláry – režie Roberto Faenza
- 2009: Operace Dunaj – režie Jacek Glomb
- 2009: Kawasakiho růže – režie Jan Hřebejk
- 2009: Jánošík – Pravdivá historie – režie Agnieszka Hollandová
- 2010: 2010: Román pro muže – režie Tomáš Bařina
- 2011: Perfect Days – I ženy mají své dny – režie Alice Nellis
- 2011: Nevinnost – režie Jan Hřebejk
- 2011: Cigán – režie Martin Šulík
- 2012: Svatá čtveřice – režie Jan Hřebejk
- 2013: Revival – režie Alice Nellis
- 2014: Andělé všedního dne – režie Alice Nellis
- 2016: Masaryk – režie Julius Ševčík
- 2018: Tlumočník – režie Martin Šulík
- 2019: Skleněný pokoj – režie Julius Ševčík
- 2020: Sviňa – režie Mariana Čengel Solčanská, Rudolf Biermann
- 2020: Muž se zaječíma ušima – režie Martin Šulík
- 2022: Kůň – režie Martin Šulík
- 2024: Válka policajtů – režie Rudolf Biermann
- 2025: Pod parou – režie Rudolf Biermann
- 2025: Nepela – režie Gregor Valentovič

## Ocenění
Je nositel ceny Krištáľové krídlo za divadlo a audiovizuální umění, byla mu udělena v roce 2000.